# دولن (استان بلاگووگراد)
دولن (به بلغاری: Dolen) یک منطقهٔ مسکونی در بلغارستان است که در شهرستان ساتووچا واقع شده‌است. دولن ۲۹٫۲۹۴ کیلومتر مربع مساحت و ۴۱۰ نفر جمعیت دارد و ۸۵۲ متر بالاتر از سطح دریا واقع شده‌است.